# Cotriade
La cotriade es una sopa de pescado tradicional de Bretaña, en Francia, y más específicamente del departamento de Morbihan. Su nombre proviene del bretón kaoteriad que designa el contenido de un caldero o de una olla.
La cotriade es un plato de pescadores, que la cocinaban utilizando la parte de la pesca que les correspondía al final de su jornal. Era por lo tanto un plato popular compuesto de varios tipos de pescado barato, dado que los más apreciados se reservaban para la venta. Hoy en día las recetas varían en función de lo que se encuentre ese día en el mercado. Se suele utilizar merluza, pescadilla, congrio, dorada, salmón, sardinas, pero la lista no es limitada; sólo importa que los pescados azules, por su sabor fuerte, no sobrepasen la cuarta parte del total.
El pescado se corta en filetes o troncos, según la forma del pescado, y se cuece con bastantes patatas en un caldo de pescado aromatizado con vino blanco seco, hierbas aromáticas, y un poco de puerros, zanahorias y cebolla cortados en mirepoix que se habrán rehogado previamente. A veces se enriquece la receta añadiendo moluscos con concha como mejillones, berberechos y almejas, o con cigalas.
Tradicionalmente se sirve primero el caldo que se vierte en cada plato sobre una rebanada de pan tostado untado con ajo, y se sirven el pescado y las hortalizas aparte. Se tiende cada vez más a consumirlo todo junto, como un plato único.